# بن کریتورن
بن کریتورن (انگلیسی: Ben Craythorne؛ 21 January 1882 – ۱۹۵۳ (۷۰−۷۱ سال)) بازیکن فوتبال بود.